# Shape of My Heart
"Shape of My Heart" is een nummer van de Britse artiest Sting. Het nummer verscheen op zijn album Ten Summoner's Tales uit 1993. Op 1 augustus van dat jaar werd het nummer uitgebracht als de vijfde single van het album.

## Achtergrond
"Shape of My Heart" is geschreven door Sting in samenwerking met zijn gitarist Dominic Miller. Sting vertelde in een interview dat hij met het nummer het verhaal over een kaartspeler wilde vertellen, "een gokker die niet gokt om te winnen maar om ergens achter te komen; om te zien of er een soort mystieke logica in geluk of toeval zit; iets wetenschappelijks, bijna een religieuze wet". Het nummer werd gebruikt als afsluiting van de film Léon uit 1994.
Hoewel "Shape of My Heart" geen grote hit werd met slechts een 57e plaats in het Verenigd Koninkrijk, werden in veel nummers van andere artiesten samples gebruikt van het nummer, vooral in de hiphop en R&B. Onder de artiesten die het nummer sampelden, vallen Nas, Monica, Hikaru Utada, Carl Thomas, Sugababes, Jay Chou, Shlomo Artzi, Shontelle, Tory Lanez featuring 50 Cent, Juice WRLD en Russ. De Sugababes gebruikten ook de originele zang van het nummer in hun single "Shape". Sting zong zelf mee op "Rise & Fall" van Craig David, dat ook een sample van dit nummer gebruikte.

## NPO Radio 2 Top 2000
| Nummer met noteringen in de NPO Radio 2 Top 2000 | '14 | '15  | '16  | '17  | '18 | '19 | '20 | '21 | '22 | '23 | '24 |
| ------------------------------------------------ | --- | ---- | ---- | ---- | --- | --- | --- | --- | --- | --- | --- |
| Shape of My Heart                                | 950 | 1005 | 1109 | 1047 | 888 | 831 | 801 | 684 | 628 | 606 | 602 |

1. ↑  Een vetgedrukt getal geeft de hoogste notering aan.
2. ↑  2014 was het eerste jaar met een notering voor dit nummer.